# Mark McMenamin
Mark Allan McMenamin (* 4. Februar 1958 in Portland (Oregon)) ist ein US-amerikanischer Geologe und Paläontologe. Er lehrt am Mount Holyoke College. Der Schwerpunkt seiner professionellen Tätigkeit liegt im Bereich der Paläontologie, und sein zentraler Forschungsgegenstand ist die Ediacara-Fauna. Daneben befasste er sich auch mit Archäologie. Seine ebenso umfassenden wie ungewöhnlichen Forschungsmethoden sind bisweilen kritisiert worden, doch in mehreren Fällen waren seine Kritiker im Licht neuer Evidenzen genötigt, die Validität seiner Herangehensweisen einzugestehen.

## Leben
McMenamin studierte an der Stanford University mit dem Bachelor-Abschluss 1979 und wurde 1984 an der University of California, Santa Barbara, in Geologie promoviert. 1979 bis 1984 war er als Laborwissenschaftler für organische Biochemie am US Geological Survey. 1984 wurde er Professor für Geologie am Mount Holyoke College.
Er ist seit 1981 mit Dianna Schulte McMenamin verheiratet, mit der er auch veröffentlichte und mit der er drei Töchter hat.
1988 bis 1993 bekam er den Presidential Young Investigator Award der National Science Foundation. Er ist Fellow der Geological Society of London und der Paleontological Society.

## Beiträge zur Geologie und Paläontologie
Er befasst sich mit der frühen Evolution der Biosphäre (Entstehung der Tiere im Übergang Präkambrium zu Kambrium und Kambrischen Explosion, Besiedlung des Landes), und proterozoischen Superkontinenten. Mit seiner Ehefrau Dianna McMenamin führte er das Konzept des proterozoischen Superkontinents Rodinia ein.
1995 entdeckte er in der Sonora in Mexiko 585 Millionen Jahre alte Fossilien aus der Clemente-Formation, die er der Ediacara-Fauna zuordnete. Nach McMenamin waren darunter die ältesten Arthropoden Spuren, die ältesten Spurenfossilien von komplexen Tieren und die ältesten fossilen Hinweise auf Beutefang, was aber nicht allgemein anerkannt wurde. Zuvor fand er in Sonora Schalentier-Fossilien aus dem frühen Kambrium (Sinotubulites cienegensis) und er fand 1992 zwei Arten aus der Brachiopoden-Stammgruppe Mickwitzia.
Mit Dianna McMenarmin propagierte er das Konzept der Hypersee (Hypersea) um den Erfolg der ersten Besiedlung des Landes und die artenreichere Biomasse von Landlebewesen zu beschreiben, womit deren innere Körperflüssigkeiten gemeint sind (ein neuer Lebensraum für die Ko-Entwicklung zunächst von Pflanzen, Pilzen und Einzellern mit parasitischer bzw. symbiotischer Lebensweise) und die nach McMenamin sich zuerst in den Ablagerungen der Rhynie Chert im Devon manifestierten. In der Betonung der Rolle von Symbiose in der Evolution und in der Kritik des Neodarwinismus hat er eine ähnliche Position wie Lynn Margulis.
Die Lagerung von Ichthyosaurier-Fossilien im Berlin-Ichthyosaur State Park führen die McMenarmins auf die Erbeutung durch triassische Riesenkraken (Triassic Kraken) zurück.
2012 schlug er vor, dass die seit 1850 bekannte Honigwaben-netzartige Spurenfossilie Paleodictyon das Nest eines unbekannten Tieres ist, was der früheste Hinweis auf Brutfürsorge im Tierreich wäre.

## Phönizierforschung und Diffusionismus
Neben seiner beruflichen Forschungstätigkeit gilt McMenamins Interesse u. a. der Geschichte der Karthager, wobei einer seiner Schwerpunkte im Bereich der Numismatik liegt. So gelangte er aufgrund seiner Untersuchungen von Abbildungen auf bisher unbekannten karthagischen Goldmünzen, die für Hannibals Besatzungstruppen in Kalabrien geprägt wurden, zu der Auffassung, dass die seit langem umstrittene Route des Feldherrn und seiner Armee bei ihrer legendären Überquerung der Alpen sie nahe am Matterhorn vorbeigeführt habe. Diese Route liegt nördlich der meisten, üblicherweise vorgeschlagenen Anmarsch-Wege, und dies könnte auch die völlige Überraschung der Italiker erklären, als die karthagische Armee plötzlich in den Ebenen Italiens auftauchte.
Weitaus brisanter, was das herkömmliche Verständnis der mediterranen Antike betrifft, erscheinen andere numismatische Indizien, die von McMenamin bereits 1996/97 vorgestellt wurden. Sie könnten die seit Jahrzehnten kontrovers diskutierte, diffusionistische Annahme einer Präsenz karthagischer Seefahrer in Nordamerika stützen. Dabei handelte es sich u. a. um mehrere alte karthagische Goldmünzen – vermutlich ca. 350 v. Chr. geprägt –, auf welchen miniaturisierte Weltkarten zu sehen sein sollen, die neben Indien nicht nur die Südküsten Europas oberhalb von Sardinien und Sizilien zeigen, sondern auch Amerika.
Zudem verweist er auf bereits mehr als ein halbes Dutzend Funde von Kupfermünzen, die über Nebraska, Georgia und Connecticut verstreut, in Nordamerika entdeckt wurden. Diese Münzen zeigen laut McMenamin das Bild eines punischen Pferdes, eine phönizische Palme (mit freiliegenden Wurzeln, als solle sie verpflanzt werden) und eine rätselhafte Inschrift in punischer Sprache. Dass diese Münzen – sofern authentisch – erst in jüngerer Zeit über den Atlantik dorthin gelangt sind, erscheine unwahrscheinlich, so dass sie tatsächlich eine karthagische Präsenz im alten Amerika nahelegen. Zusammen mit der Tatsache, dass bereits 1778 über Funde karthagischer Münzen aus Gold und auch aus unedlen Metallen auf den Azoren berichtet wurde, legten diese Evidenzen nahe, dass es den Karthagern möglich war, gezielt den Atlantik zu überqueren.

## Bibliographie
- Mark A. S. McMenamin: The Garden of Ediacara: Discovering the Earliest Complex Life. New Ed Auflage. Columbia University Press, 2000, ISBN 0-231-10559-2 (englisch).
- Mark A. S. McMenamin, McMenamin, Dianna Schulte.: The Emergence of Animals: The Cambrian Breakthrough. Columbia University Press, 1990, ISBN 0-231-06646-5 (englisch).
- Mark A. S. McMenamin, McMenamin, Dianna Schulte: Hypersea: Life on the Land. Columbia University Press, 1994, ISBN 0-231-07530-8 (englisch).
- Mark A. S. McMenamin: Carthaginian Cartography: A Stylized Exergue Map. Meanma Press, 1996, ISBN 0-9651136-1-2 (englisch).
- Mark A. S. McMenamin: Science 101: Geology (= Science 101). Collins, 2007, ISBN 0-06-089136-X (englisch).
- Mark A. S. McMenamin: Paleotorus: The Laws of Morphogenetic Evolution. Meanma Press, 2009, ISBN 978-1-893882-18-8 (englisch).
- Mark A. S. McMenamin: Cambrian cannibals: Agnostid trilobite ethology and the earliest known case of arthropod cannibalism. In: Geological Society of America Abstracts with Programs. 42. Jahrgang, Nr. 5, 2010, S. 320 (englisch).
- Mark McMenamin: Paleotorus: the laws of morphogenetic evolution, Meanma Press 2009